# Гунтін
Гунтін (гал. Guntín, ісп. Guntín) — муніципалітет в Іспанії, у складі автономної спільноти Галісія, у провінції Луго. Населення — 3129 осіб (2009).
Муніципалітет розташований на відстані близько 430 км на північний захід від Мадрида, 18 км на південний захід від Луго.
Муніципалітет складається з таких паррокій: Кастело-де-Пальярес, Костанте, Ентрамбасаугас, Феррейра-де-Пальярес, Феррой, Франкос, Гомельє, Гролос, Гунтін-де-Пальярес, Ламела, Лоусада, Монте-де-Меда, Мостейро, А-Мота, Моуган, Навальйос, Оуроль, Піньєйрас, Прадеда, Сан-Сібрао-де-Монте-де-Меда, Сан-Мамеде-де-Лоусада, Сан-Ромао-да-Реторта, Санта-Крус-да-Реторта, Санта-Еушеа, Санта-Марія-де-Феррой, Сірвіан, Віламайор-де-Неграль, Віламеа, Віламерельє, Вілармао, Сольє.

## Демографія
Динаміка населення (INE ):

## Парафії
Муніципалітет складається з таких парафій: 

## Релігія
Гунтін входить до складу Лугоської діоцезії Католицької церкви.